# Carl Maria Thuma
Carl Maria Thuma (3. února 1870, Brno – 12. ledna 1925, Lednice) byl německo-moravský malíř a grafik.

## Rodina
Carl Maria Thuma se narodil do rodiny, která milovala umění. Otec Karl Thuma byl malíř samouk a k malování vedl nejen syna, ale i všechny čtyři dcery.
| Rodiče                                                                 | Prarodiče                                           |
| ---------------------------------------------------------------------- | --------------------------------------------------- |
| Otec Karl Thuma, Moravský Krumlov prezident Moravskoslezské pojišťovny | Mathias Thuma, pekař a starosta Moravského Krumlova |
| Otec Karl Thuma, Moravský Krumlov prezident Moravskoslezské pojišťovny | Leopoldine Gregorová                                |
| Matka Maria Patzas, Pohořelice                                         | Josef Patzas, obchodník Pohořelice                  |
| Matka Maria Patzas, Pohořelice                                         | Beata Koller                                        |

## Studium
- 1880 – 1888 německé gymnázium v Brně
- 1888 – nebyl přijat na Královskou bavorskou akademii výtvarného umění v Mnichově
- 1888 – 1890 soukromá škola mnichovského malíře Heinricha Knirra
- 1890 – po soukromém studiu ho Královská bavorská akademie výtvarného umění v Mnichově přijala jako řádného studenta.[3] Vyučovali ho profesoři Lösstz, Liezen - Mayer, Lindenschmitt.[4]

## Život
V Mnichově se oženil s Elsou Simonovou. V roce 1899 se společně odstěhovali do Lednice, kde Thuma přijal místo učitele krajinářské kresby na místní Vyšší ovocnářské a zahradnické škole. Lednici prokazatelně navštívil již 6. září 1885. Krajina lesů, tůní, rybníků a řeky Dyje Thumu inspirovala stejně jako mnoho malířů před ním. S kolegy malíři udržoval spojení prostřednictvím sdružení „Moravský umělecký spolek". V roce 1909 založil Sdružení německých výtvarných umělců z Moravy a Slezska (Vereinigung der deutschen bildenden Künstler Mährens und Schlesiensder)

## Ocenění, výstavy
V roce 1892 byl obdržel stříbrnou medailí za rytinu Dívčí hlava v čepci. V roce 1898 získal Velkou medaili, nejvyšší vyznamenání Královské bavorská akademie výtvarného umění za dva obrazy na téma „Císař Josef II. za pluhem". Tento obraz se stal velice známým díky četným replikám. Byl vystaven do roku 1925 v Moravské státní galerii. 
Thuma vystavil obrazy Kalné odpoledne, U rybníka a Listopad, které vznikly v prvním roce pobytu v Lednici.
V roce 1903 se konala výstava, na které Thuma vystavoval své dva monumentální obrazy, které byly dominantou hlavních výstavních sálů: Narození Krista a Před Podivínem. O úspěch psal i Moravskoslezský deník.
V roce 1904 se účastnil výstavy Moravští umělci současnosti v Olomouci a o rok později v Moravské Ostravě. Po výstavě v Drážďanech v roce 1907 následovala v roce 1908 výstava v Brně. Další výstavy:
- 1911, obrazy Březnová záplava, Letní alej, Polní cesta na podzim, Poslední došková střecha
- 1912, obrazy Letní oblaka nad pastvinou, Pískovna
- 1913, olejomalby Variace na Pískovnu, Zelené smrákání, Zimní zahrada v Lednici a grafické listy Černé topoly, Pyramidové topoly, Příchod bouřky, Vysoké nebe
- 1915, benefiční výstava
- 1916, obrazy Tichá slunečná cesta, Allachův rybník, Napajedla

V roce 1918 obdržel Carl Maria Thuma Řád (Kříž) Františka Josefa

## Úmrtí
Smrt Carla Maria Thumy přišla nečekaně a rychle. Po objevení puchýře na spodním rtu nevyhledal lékařskou pomoc. Druhý den byla již situace kritická; třetí den zemřel. Za příčinu úmrtí byla označována tzv. otrava krve, s rozvojem poznání se používá termín sepse. Spouštěčem sepse mohla být autoimunní reakce na některou z používaných barev. V článku Ivany Holáskové „Carl Maria Thuma - malíř moravské krajiny" je otrava krve příčinou nejen skonu Carla Maria Thumy, ale i jeho otce.

## Pozdější výstavy
- velká vzpomínková výstava zahájená 28. března 1926, kde byla tvorba Carla Maria Thumy zastoupena 400 díly, tedy asi polovinou životního díla. [4]
- výstava „Cechovní umění z dolního Dunaje ve Vídni" v srpnu 1942[9]
- komorní výstava v Lednici ve dnech 6. července 1996 - 29. září 1996[10]

## Díla v Moravské galerii
- Krajina z roku 1907
- V sadě, kolem roku 1900
- Sedlák s děvčetem na modlitbě, kolem 1898
- Císař Josef II. u Slavíkovic z roku 1899
- Podobizna Dr. Fischla[11]

## Díla v aukcích
- Artia s.r.o.: Dívka s panenkou, Zelená příroda, V přírodě, Břeh řeky
- Obrazy v aukci s.r.o.: Krajina s topoly
- obrazynaplatne.cz: Krajina s rybníkem
- obrazy-nábytek: Na kraji vesnice

## Galerie

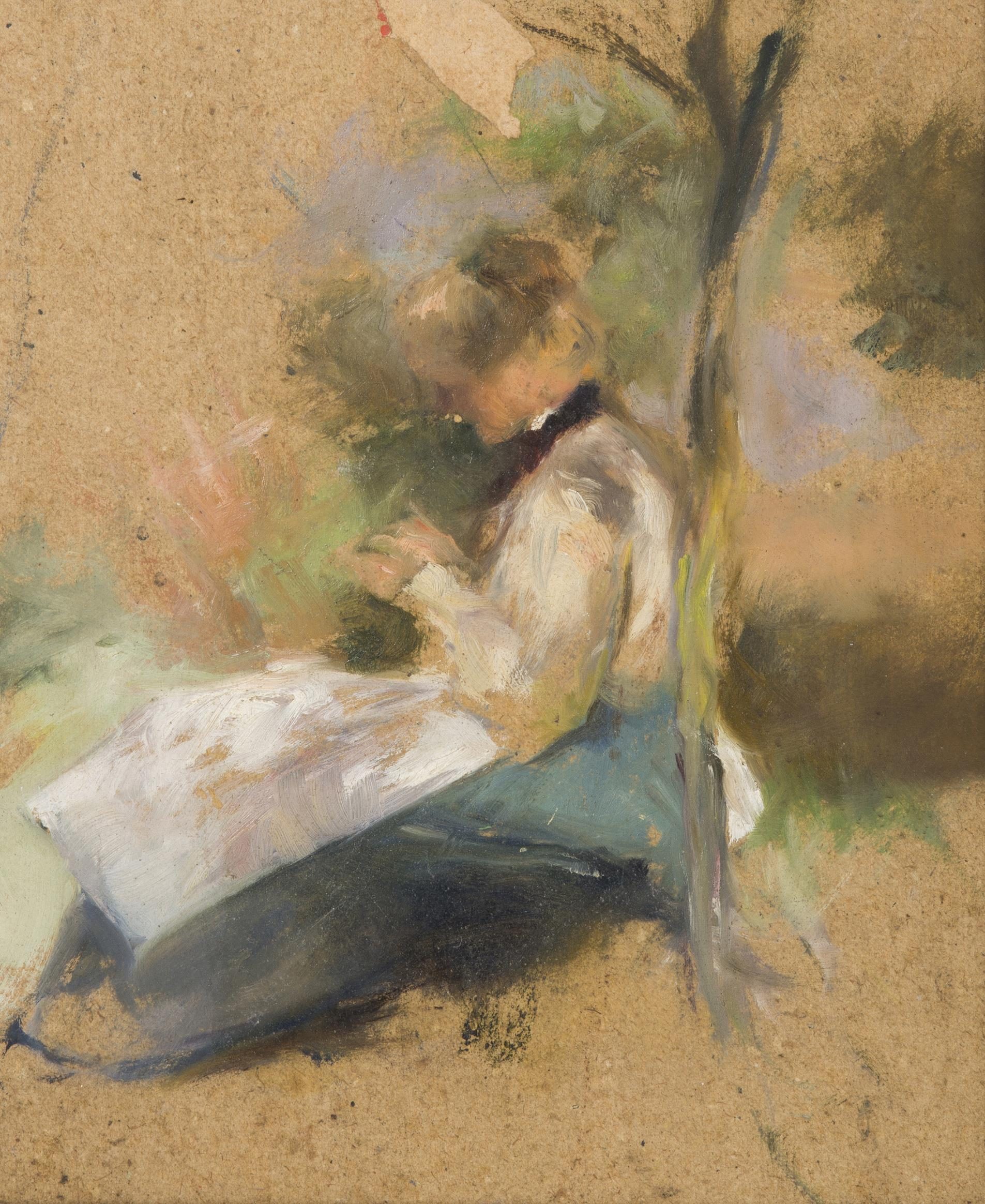
Sedící žena, olej na lepence
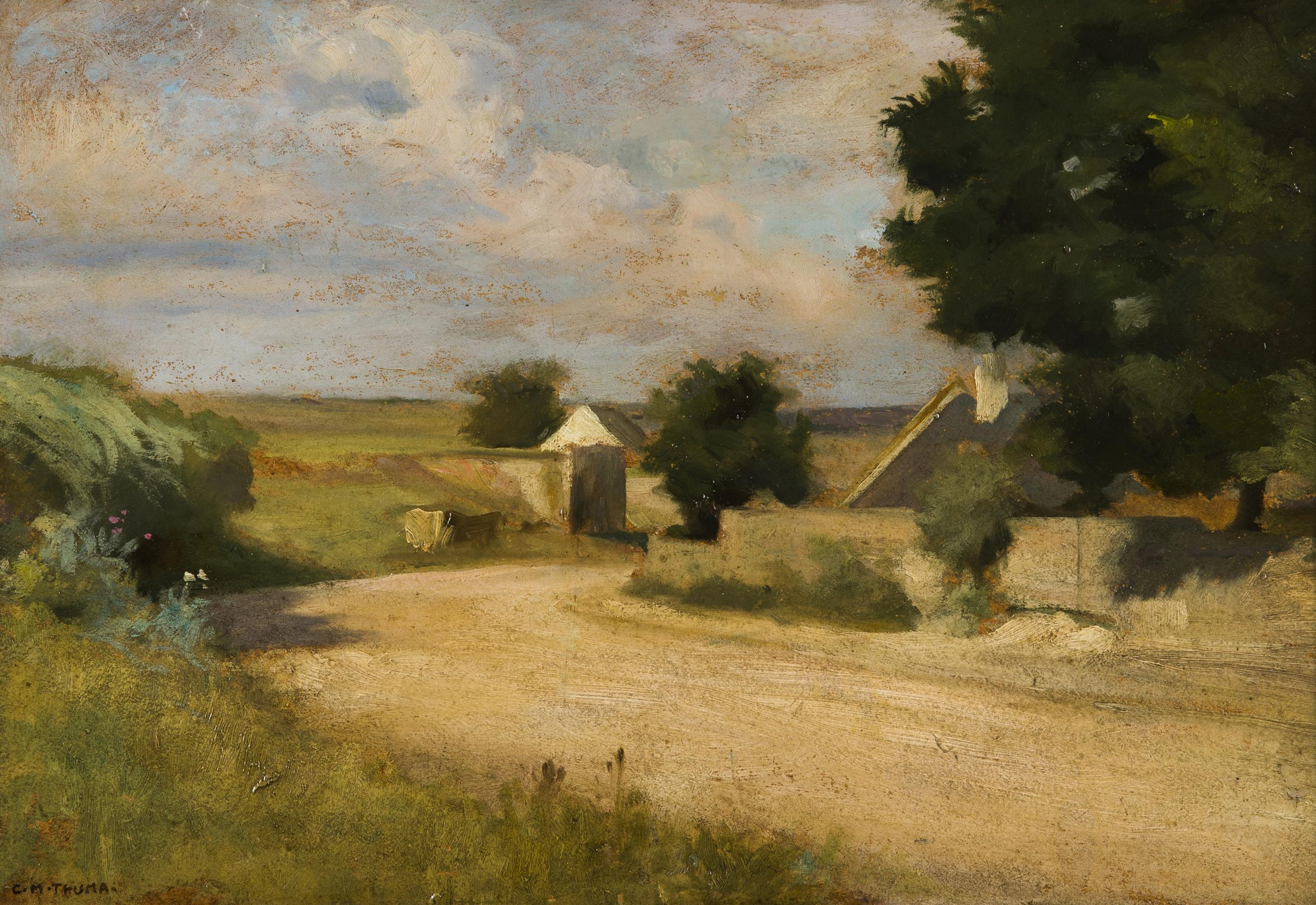
Na kraji vesnice, olej na lepence
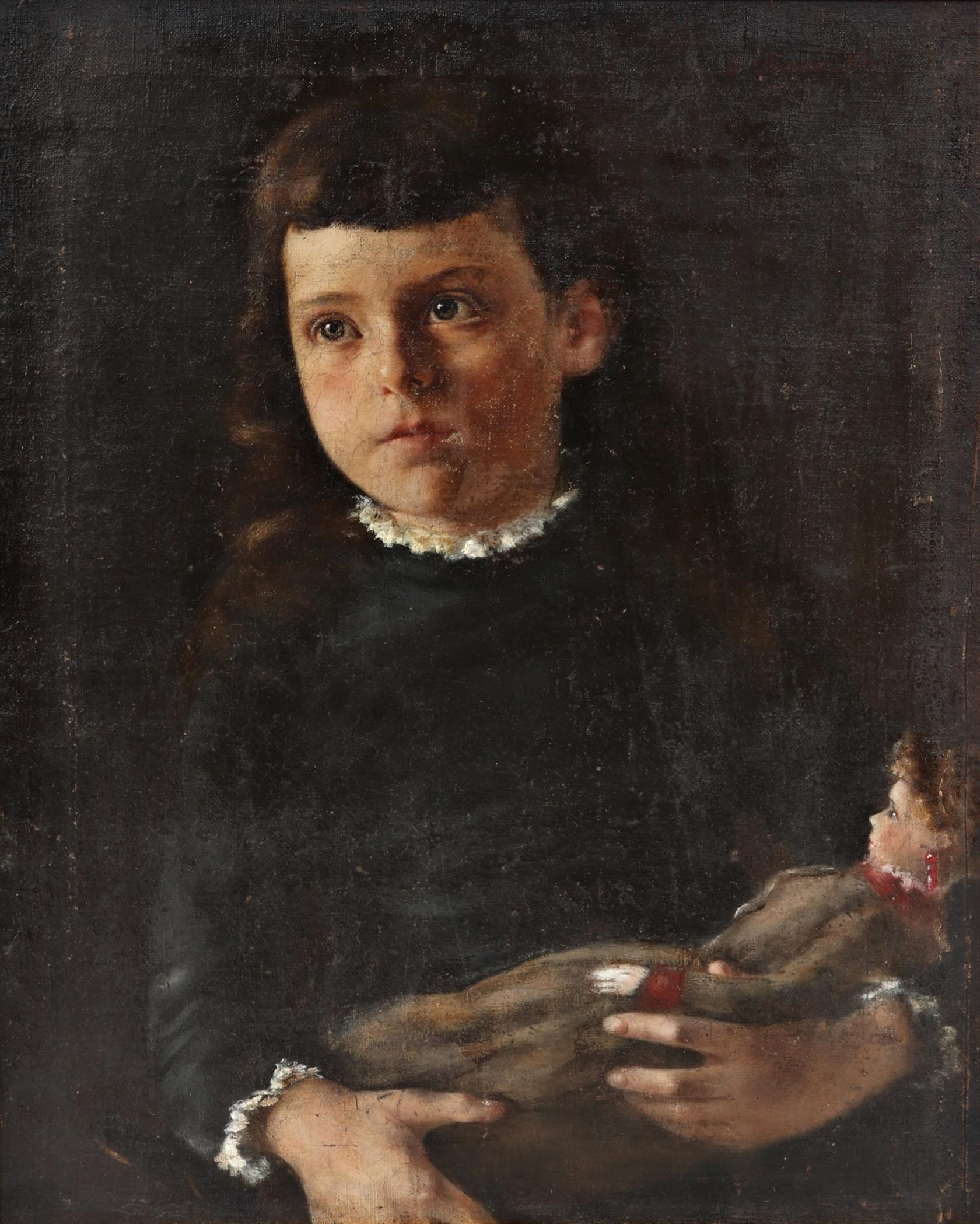
Dívka s panenkou, olej na plátně
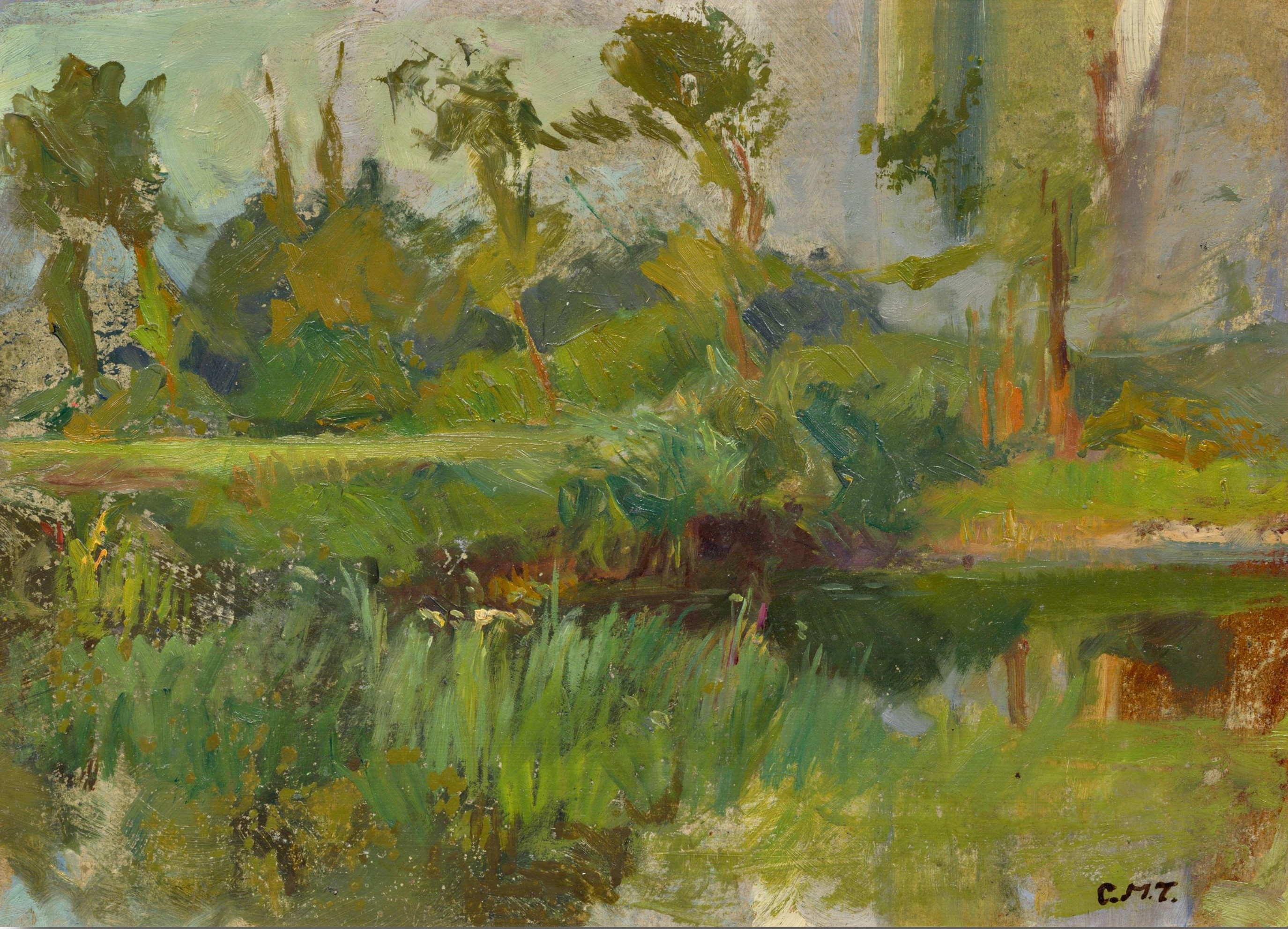
Zelená příroda, olej na malířské desce
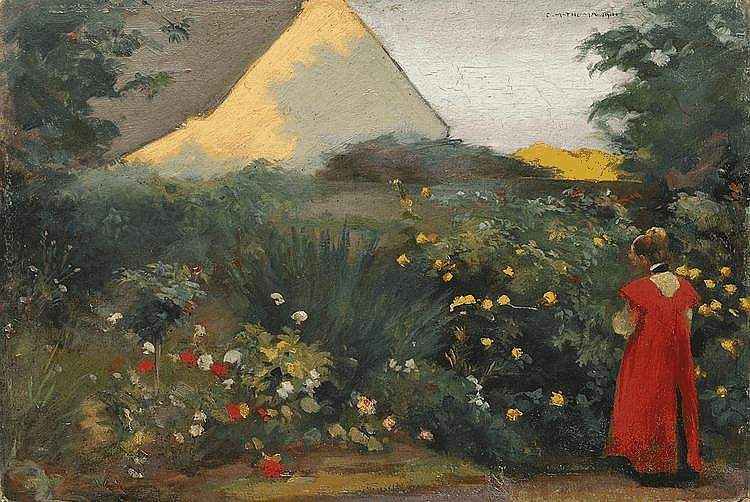
Dívka v růžové zahradě, olej na kartonu
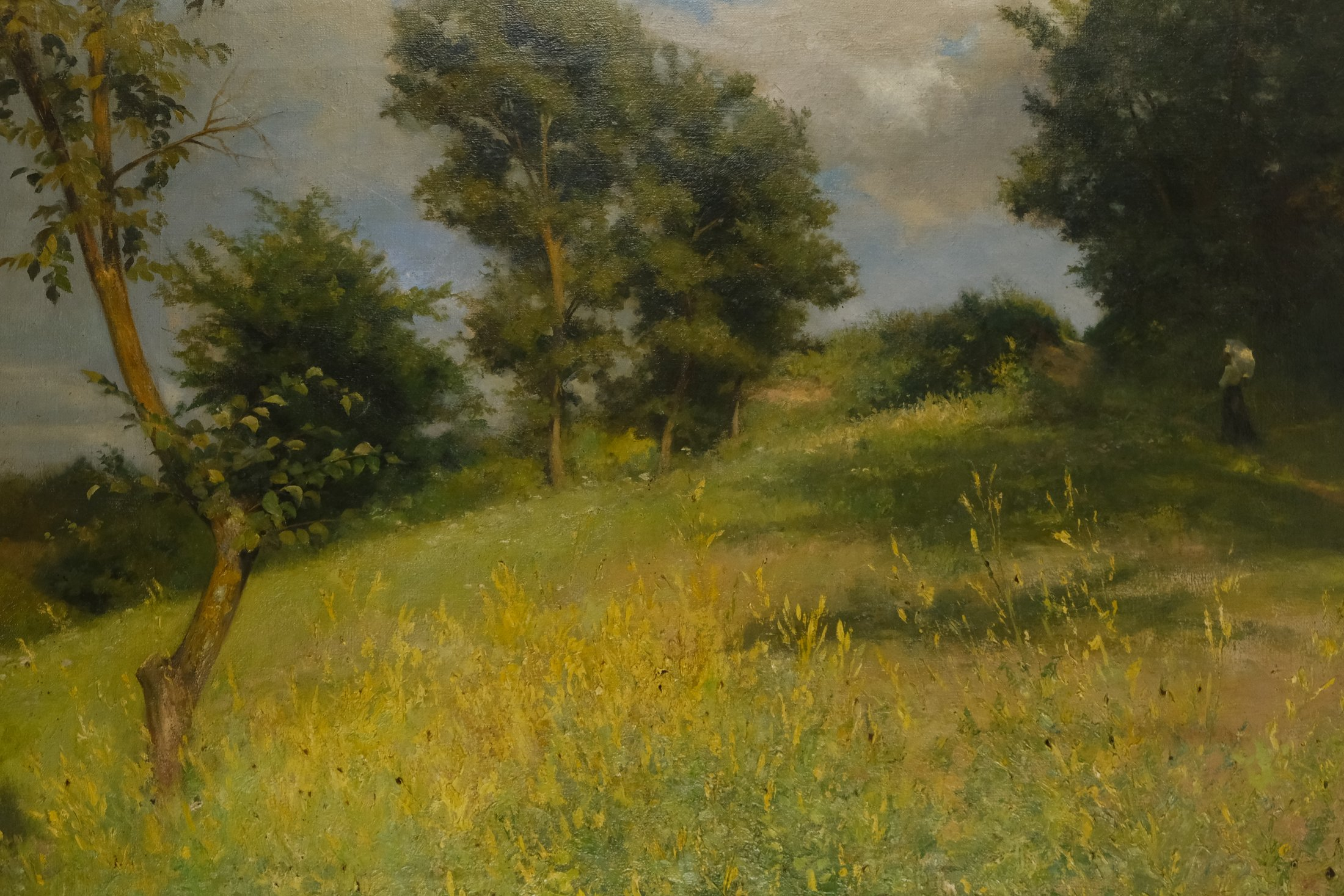
Motiv z Lednicka, olej na plátně
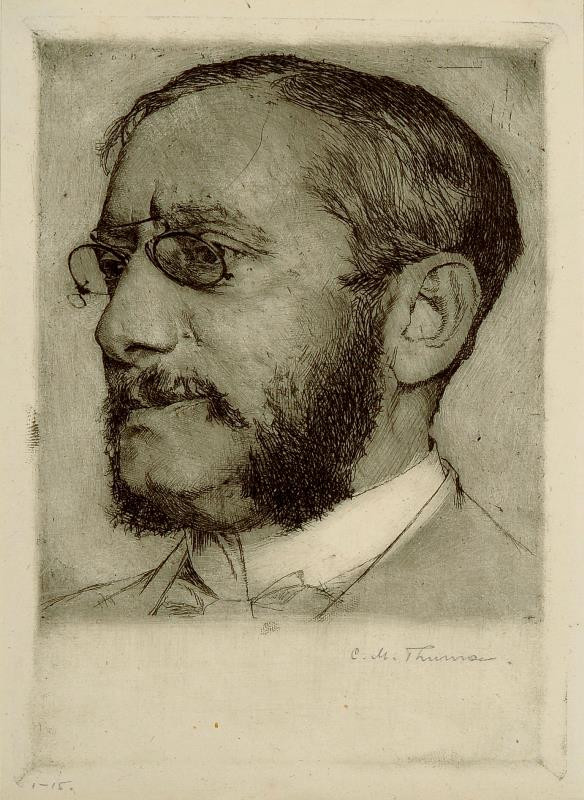
Podobizna Dr. Fischla, lept papír
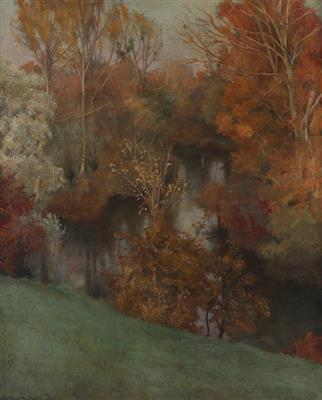
Podzimní les poblíž Eisgrubu, olej na plátně 1918
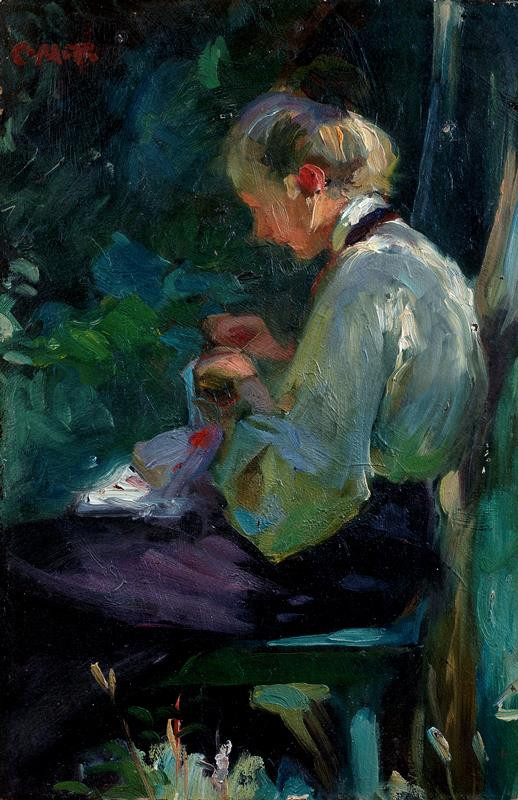
Švadlenka, olej na lepence
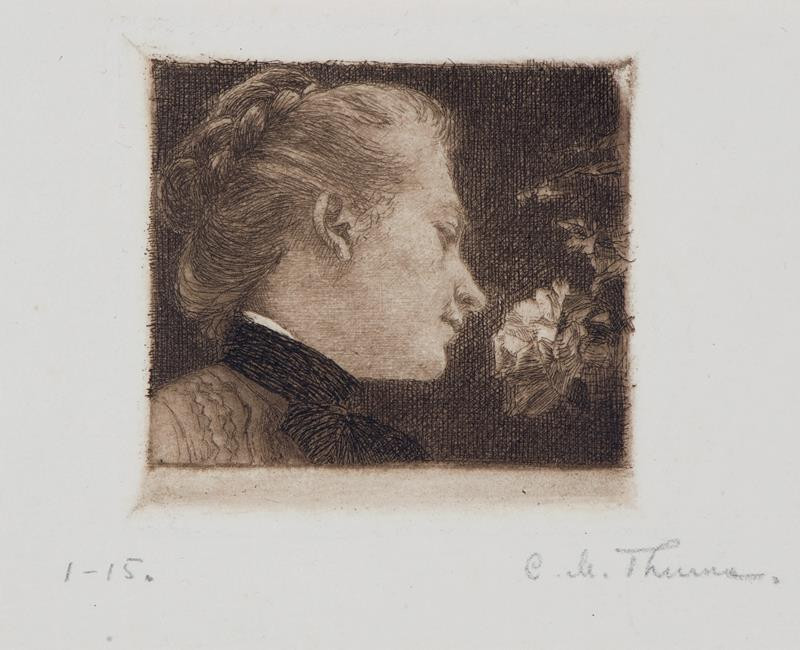
Umělcova žena s růží (Podobizna mladé ženy), lept papír
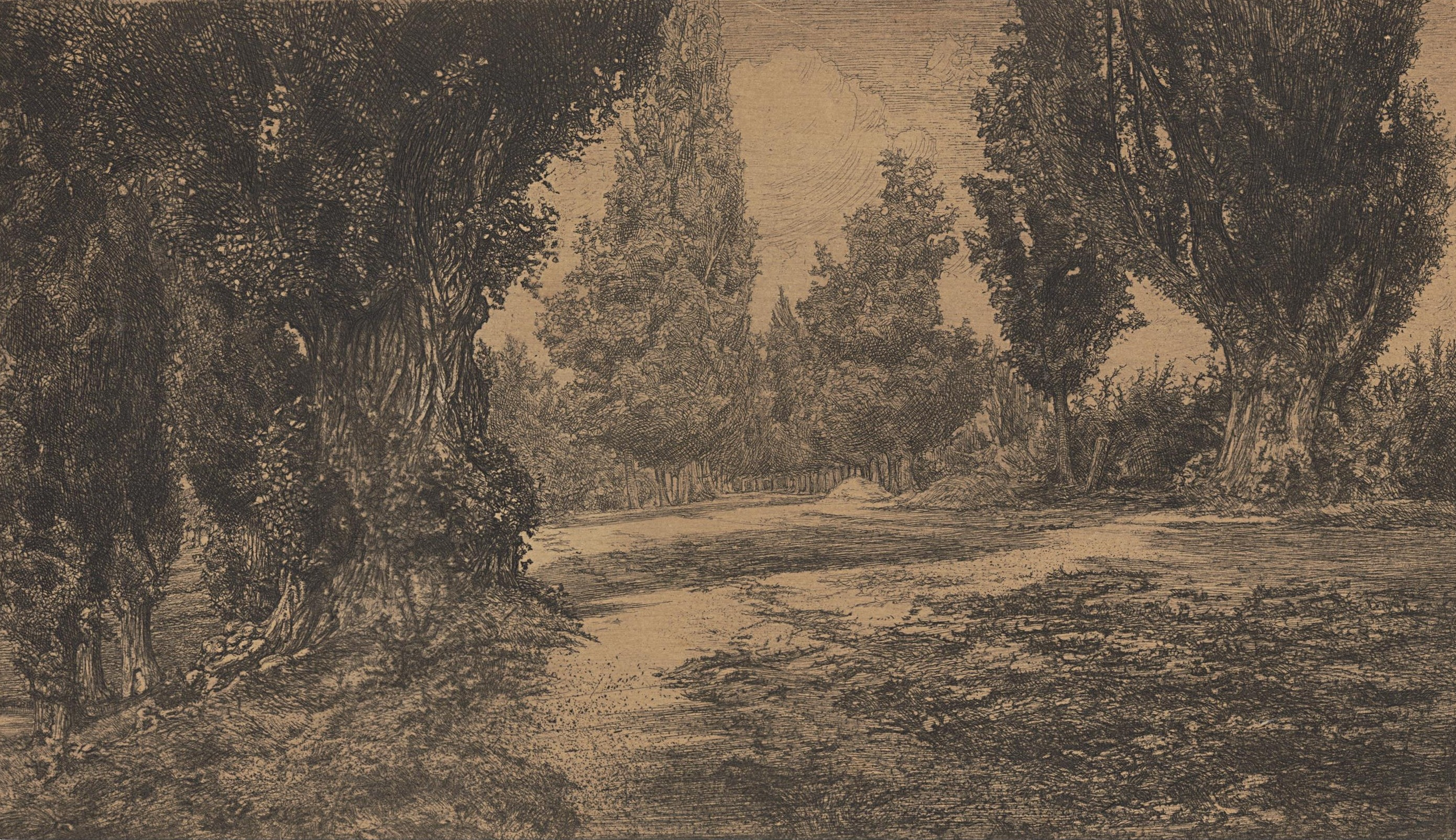
Přírodní motiv, lept papír
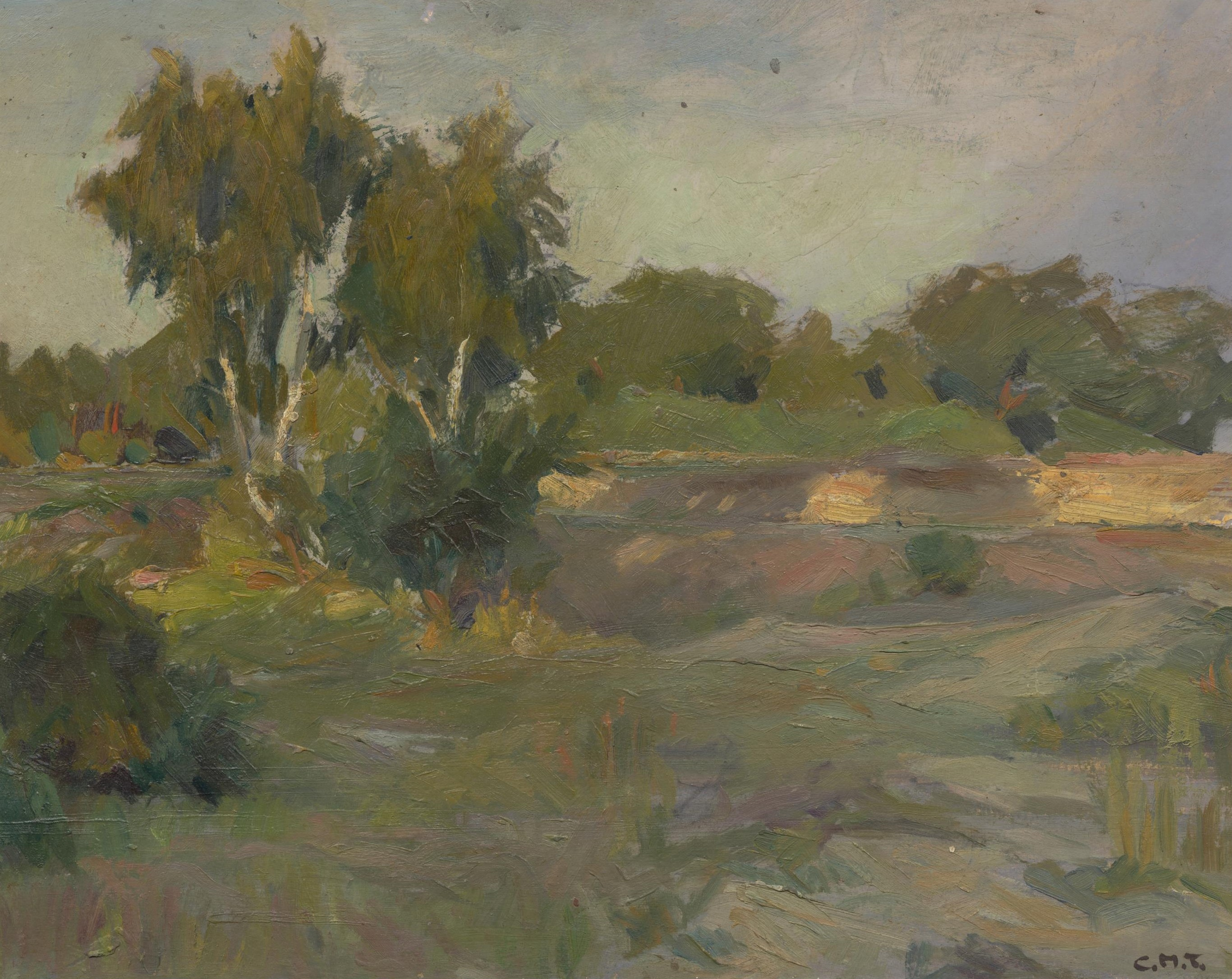
V přírodě, olej na kartonu